# Hemitriccus margaritaceiventer
Hemitriccus margaritaceiventer е вид птица от семейство Tyrannidae. Видът е незастрашен от изчезване.

## Разпространение и местообитание
Среща се в Аржентина, Боливия, Бразилия, Колумбия, Парагвай, Перу, Уругвай и Венецуела.